# Ben Kuipers
Ben Kuipers (Oldenzaal, 13 juli 1944 - 18 september 2011) is een Nederlands schrijver van kinderboeken.

## Leven
Na zijn middelbare school studeerde Kuipers een paar jaar psychologie. Uiteindelijk koos hij voor journalistiek.

## Werk
Hij schreef onder andere voor het tijdschrift Margriet. In 1986 debuteerde hij met Een zelfgemaakte zomer (Sjaloom) en oogstte meteen goede kritieken. De verhalen over Job en Diede zijn ontstaan bij zijn eigen ervaringen als vader met twee kinderen, die net zo heetten. "Hij schreef gewoon op wat ze zeiden, deden en beleefden. Eigenlijk waren deze verhalen helemaal niet bedoeld om uit te geven. Maar Veronica Hazelhoff moedigde hem aan." Eerst werden ze voorgelezen in Sesamstraat. Daarna verschenen ze als boek: Job en Diede (1989, Sjaloom) en Diede en Job (1994, Sjaloom). Een ander succesvol duo was Wolf en Lam, waarvoor Ingrid Godon de illustraties verzorgde. In 2003 kregen ze samen de Oostenrijkse Kinder- en Jeugdboekenprijs voor De dagen van Wolf en Lam (Leopold). Kuipers won heel wat verschillende prijzen. In 2001 kreeg hij voor de tweede keer de Vlag en Wimpel voor Boos in de doos (2000, Zwijsen).

## Bekroningen
- 1996: Vlag en Wimpel van de Griffeljury voor De grote gevaren van Arno
- 2001: Vlag en Wimpel van de Griffeljury voor Boos in de doos
- 2003: Oostenrijkse Kinder- en Jeugdboekenprijs voor De dagen van Wolf en Lam
- 2004: Vlag en Wimpel van de Griffeljury voor Het schrift van Dries

- Digitale Bibliotheek voor de Nederlandse Letteren: kuip068
- Gemeinsame Normdatei: 120312735
- International Standard Name Identifier: 0000 0000 5851 6633
- Library of Congress Control Number: n96114260
- Nationale Bibliotheek van Israël: 987007378904105171
- Nederlandse Thesaurus van Auteursnamen: 071878661
- Virtual International Authority File: 52517637
- WorldCat: E39PBJtcCWG3WK6BC9mGv3cpT3